# Troy (CDP, New Hampshire)
Troy CDP ist ein Census-designated place (CDP) in der Town of Troy im Cheshire County im US-Bundesstaat New Hampshire. Die Volkszählung von 2020 erfasste 1.108 Einwohner. Der CDP wurde im Jahr 2010 erstmals vom Census definiert. In ihm liegt der Kernort der Town of Troy.

## Lage
Der Ort liegt bei den Koordinaten 42° 49' 33.04" Nord und 72° 10' 58.35" West auf einer Höhe von 307 Metern über dem Meeresspiegel südwestlich des Mount Monadnock. Die 3,3 km² große Fläche des Gebietes hat laut Census keinen Anteil an Wasserfläche. Durch den Ort führt die New Hampshire Route NH-12.